# Bureau d'ordonnancement
Le bureau d'ordonnancement est un service fonctionnel de la production de coordination des moyens et des matières. Il est situé en phase de préparation de la production.

## Enjeux du bureau d'ordonnancement
Le bureau d'ordonnancement a pour rôle de coordonner au mieux les moyens et les matières en évitant les attentes et/ou les ruptures.
Le bureau d'ordonnancement doit répondre à quatre questions :
- Quand lancer la fabrication : gestion du planning ?
- Qui fabriquera ?
- Où fabriquer ?
- Combien de temps pour fabriquer ?

## Démarche du bureau d'ordonnancement
Il élabore le planning de fabrication, des fiches suiveuses, des bons de travail et des bons de sortie des matières et outillages.
Avant d'étudier le fonctionnement de bureau d'ordonnancement, différents cas de figures possibles relatifs aux types de production.
Chacun entraine un type d'ordonnancement différent.
Les différents types de fabrication dépendent bien sûr de la nature même des produits mis en œuvre :
a) Fabrication unitaire ou en petite série :
-d'un produit complexe : bureau ; pont; bâtiment;
-d'un produit simple mais très diversifié : tôles à la demande profilées ;
planes ou avec un certain rayon de cintrage.
b) Fabrication en grande série :
-d'un produit unique : voiture , raffinage pétrole; industrie laitière;
-d'un produit modulaire : qui n'est distingué pour le client qu'au moment de l'assemblage ; exemples : bâtiments standardisés ; silos.